# George Barger

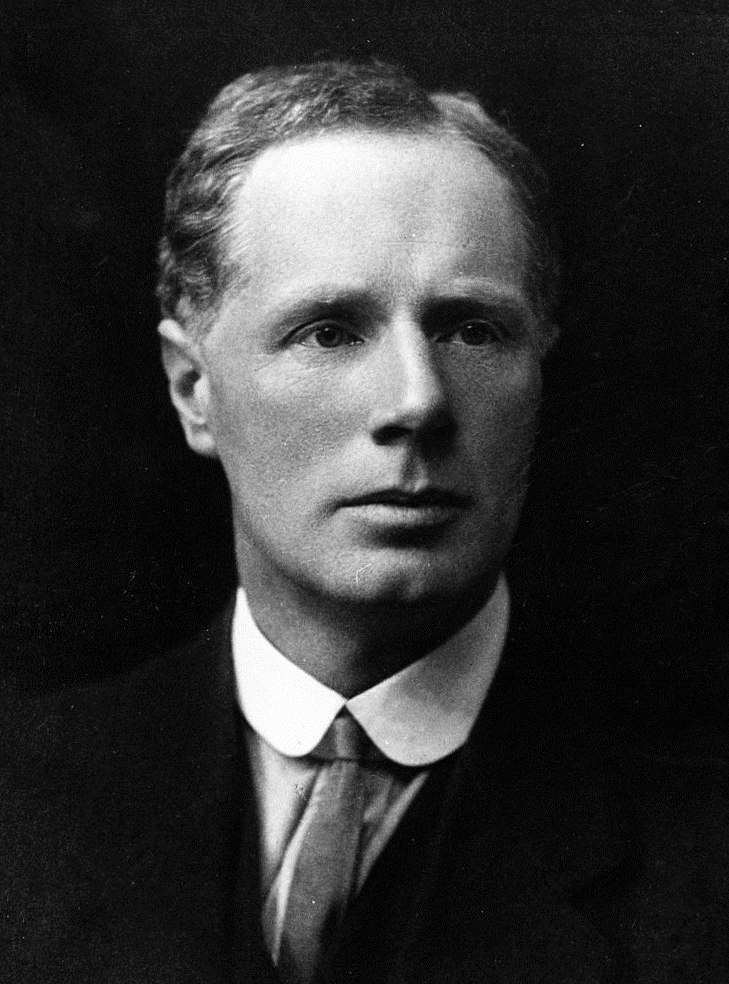
George Barger na década de 1920

George Barger FRS FRSE (4 de abril de 1878 - 5 de janeiro de 1939) foi um químico britânico.

## Vida
Barger estudou em Utrecht e na The Hague High School. Ele posteriormente frequentou o King's College, em Cambridge, na graduação, e o University College London para fazer um doutorado em ciências.  Seu principal trabalho centrou-se no estudo de alcalóides e na investigação de compostos nitrogenados simples de importância biológica. Barger identificou a tiramina como um dos compostos responsáveis pela atividade biológica dos extratos de cravagem. Ele também fez contribuições significativas para a síntese da levotiroxina  e vitamina B1.
Em 1936 e 1937, ele trabalhou com Joseph John Blackie na busca de materiais para pesquisa. 
Barger foi eleito membro da Royal Society em maio de 1919 e recebeu a Medalha Davy em 1938.  
Barger era casado com Florence Emily Thomas em 1904 e tinha dois filhos e uma filha.
Morreu em Aeschi, Suíça.

## Posições
- Professor de Química, Universidade de Glasgow, 1937-1939
- Professor de química em relação à medicina, Universidade de Edimburgo, 1919-1937
- Professor de química, Royal Holloway College, University of London, 1913–1914
- Chefe do Departamento de Química, Goldsmiths 'College, 1909–1913
- Membro do King's College, Cambridge, 1903–1909

## Publicações
- Algumas aplicações da química orgânica à biologia e à química (1930)
- Química Orgânica para Estudantes de Medicina (1932) [6]